# Limite di Hayashi

Le tracce di Hayashi di stelle di massa differente: da notare la "regione proibita" di Hayashi.

Il limite di Hayashi è un concetto astrofisico, applicato da Chūshirō Hayashi soprattutto alle stelle, che definisce una limitazione di raggio per una data massa: una stella, che si trova in un perfetto stadio di equilibrio idrostatico— condizione in cui la forza di gravità è controbilanciata dalla pressione di radiazione del plasma — non può eccedere il raggio imposto dal limite di Hayashi. Questo concetto ha importanti implicazioni nell'evoluzione stellare, soprattutto nella fase che precede e segue la sequenza principale, ovvero nei periodi in cui la condizione di equilibrio idrostatico vien meno.
Nel diagramma Hertzsprung-Russell, il limite di Hayashi forma una linea quasi verticale nei pressi dei 3500 K. Le stelle a più bassa temperatura fotosferica, poste a ridosso di questa linea, hanno un interno completamente convettivo; i modelli formulati per la struttura di tali stelle tuttavia non contemplano una soluzione per le stelle in equilibrio che si trovano a destra di questa linea, e quindi possiedono temperature superficiali ancora più basse. Per questa ragione, le stelle sono costrette a restare a sinistra di questo limite durante tutto il periodo in cui si trovano in equilibrio idrostatico, mentre la regione a destra costituisce una sorta di "zona proibita". Il limite di Hayashi costringe inoltre le giganti rosse a non superare, durante la loro fase di espansione, un certo raggio limite, caratteristico di quella massa.
Tuttavia, vi sono delle eccezioni al limite di Hayashi: esse includono le protostelle, così come le stelle con campi magnetici, che interferiscono col trasporto interno di energia mediante convezione.